# Mananthavady
Mananthavady (in malayalam മാനന്തവാടി) è una città dell'India meridionale, nello stato federale del Kerala e nel distretto di Wayanad.